# Parika
Parika este o arie protejată (arie specială de conservare — SAC, sit de importanță comunitară — SCI, arie de protecție specială avifaunistică — SPA) din Estonia întinsă pe o suprafață de 2.197,4 ha, integral pe uscat.

## Localizare
Centrul sitului Parika este situat la coordonatele 58°30′15″N 25°46′24″E / 58.5043°N 25.7733°E.

## Înființare
Situl Parika a fost declarat sit de importanță comunitară în aprilie 2004 pentru a proteja 4 specii de animale. Alte tipuri de protecție:
- arie de protecție specială avifaunistică (în aprilie 2004)[2]
- arie specială de conservare (în septembrie 2005)[1][3][4]

## Biodiversitate
Situată în ecoregiunea boreală, aria protejată conține 8 habitate naturale: Lacuri și iazuri distrofice naturale, Turbării active, Mlaștini oligotrofe degradate, capabile încă de regenerare naturală, Mlaștini turboase de tranziție și turbării mișcătoare, Depresiuni pe substraturi de turbă de Rhynchosporion, Taiga vestică, Păduri caducifoliate de mlaștină fino-scandinave, Mlaștini împădurite.
La baza desemnării sitului se află mai multe specii protejate de  păsări (4): gârliță mare (Anser albifrons), gâscă de semănătură (Anser fabalis), erete cenușiu (Circus pygargus),  cocoș de munte (Tetrao urogallus).
Pe lângă speciile protejate, pe teritoriul sitului au mai fost identificate 5 specii de plante, 3 specii de păsări.